# Philipp Herder
Philipp Herder (* 21. Oktober 1992 in Berlin) ist ein deutscher Turner. Er nahm an den Olympischen Sommerspielen 2020 in Tokio teil und erreichte dort das Finale im Mannschaftsmehrkampf.

## Karriere
Herder nahm an den Turn-Weltmeisterschaften 2014 in Nanning teil und belegte dort mit der deutschen Mannschaft im Mehrkampf den achten Platz. Bei den Turn-Europameisterschaften 2016 erreichte er im Mannschaftsmehrkampf den fünften Platz. 
Im Jahr 2017 wurde Herder zum ersten Mal deutscher Meister. Dies gelang ihm im Bodenturnen. Im selben Jahr erreichte er in Montreal in seinem ersten Einzelfinale bei Weltmeisterschaften Platz 18 im Mehrkampf. 
Im Juni 2021 wurde Herder vom DTB für die Olympischen Sommerspiele 2020 in Tokio nominiert. Dort erreichte Herder zusammen mit Lukas Dauser, Nils Dunkel und Andreas Toba durch den fünften Platz in der Qualifikation das Finale im Mannschaftsmehrkampf. In diesem trat Herder am Boden, an den Ringen, am Barren und beim Sprung an. 